# Savín
Savín (německy Sawin) je vesnice, část města Litovel v okrese Olomouc. Nachází se asi 7 km na jihozápad od Litovle. V roce 2009 zde bylo evidováno 79 adres. V roce 2001 zde trvale žilo 134 obyvatel.
Savín je také název katastrálního území o rozloze 4,69 km2. Od roku 2001 je Savín připojen k Litovli.
V ranních hodinách 16. března 2020, v době, kdy se Česká republika potýkala s pandemií nemoci covid-19, rozhodli hygienici, s ohledem na prudký nárůst pacientů s tímto onemocněním, o uzavření měst Uničova a Litovle spolu s jejich okolím. Policie oblast střežila a neumožnila nikomu do oblasti vstoupit, ani ji opustit. Jednou z takto zasažených vesnic byl i Savín. Uzavření oblasti skončilo 30. března.

## Název
Jméno vesnice bylo odvozeno od osobního jména Sáva a znamenalo "Sávův majetek".

## Obyvatelstvo

### Struktura
Vývoj počtu obyvatel za celou obec i  za jeho jednotlivé části uvádí tabulka níže, ve které se zobrazuje i příslušnost jednotlivých částí k obci či následné odtržení. 
| Místní části   | Místní části | 1869 | 1880 | 1890 | 1900 | 1910 | 1921 | 1930 | 1950 | 1961 | 1970 | 1980 | 1991 | 2001 | 2011 |
| -------------- | ------------ | ---- | ---- | ---- | ---- | ---- | ---- | ---- | ---- | ---- | ---- | ---- | ---- | ---- | ---- |
| Počet obyvatel | část Savín   | 252  | 249  | 256  | 248  | 229  | 275  | 240  | 213  | 212  | 187  | 179  | 141  | 134  | 145  |
| Počet domů     | část Savín   | 36   | 36   | 41   | 42   | 45   | 50   | 56   | 64   | 58   | 48   | 46   | 54   | 58   | 63   |